# VISTA
VISTA (Visible & Infrared Survey Telescope for Astronomy) – teleskop optyczny o średnicy zwierciadła 4,1 m, umieszczony na zboczu góry Cerro Paranal w Chile na wysokości 2518 m n.p.m. Stanowi część Obserwatorium Paranal należącego do ESO.
„Pierwsze światło” teleskop zarejestrował 11 grudnia 2009 roku. Ma szeroki kąt widzenia i jak wskazuje nazwa, rejestruje promieniowanie z zakresu widzialnego i podczerwieni. Główne zwierciadło to najbardziej zakrzywione lustro tego rozmiaru kiedykolwiek wykonane. Średnica zwierciadła wtórnego wynosi 1,24 m. W sercu teleskopu VISTA znajduje się 3-tonowa kamera zawierająca 16 specjalnych detektorów czułych na światło podczerwone, mających łącznie 67 megapikseli. Ma największe pokrycie z astronomicznych kamer w bliskiej podczerwieni. VISTA jest w stanie wykryć i katalogować obiekty na całym niebie południowym z czułością, która jest 40 razy większa niż osiągnięta przez wcześniejsze podczerwone przeglądy nieba takie jak 2MASS.